# Elly Overzier
Elly Overzier (Oostende, 25 november 1928 – Gent, 26 december 2010) was een Nederlandse actrice en rolverdeler. Ze was de eerste echtgenote van Hugo Claus en moeder van Thomas Claus.

## Biografie
Elly Overzier werd in 1928 geboren als dochter van de in Oostende gevestigde Nederlandse reder Bart Overzier. Eind de jaren 40 werd ze actief als fotomodel en actrice. Onder de artiestennaam Elly Norden speelde ze bijrollen in één Franse en twee Italiaanse films, die opgenomen werden in de Cinecittà. Ze trok ook op tournee met Anna Magnani. 
Ze leerde Hugo Claus kennen in 1949. In 1952 schreef hij Drie blauwe gedichten voor Ellie. In 1953 kwam hij bij haar wonen in Rome. Over deze periode schreef Claus de sleutelroman De koele minnaar. Op 31 mei 1955 trouwde ze met Claus. In 1963 werd hun enige zoon Thomas geboren. In 1968 speelde ze Katerina in Claus' film De vijanden. Rond 1970 liet Hugo Claus zijn vrouw en zoon in de steek voor een andere Nederlandse actrice, Kitty Courbois. Daarna werkten ze wel nog samen. De officiële echtscheiding werd pas uitgesproken in 1987.
Na 1970 bleef Elly Claus-Overzier actief in de filmindustrie als rolverdeler en kostuumontwerper. Zo bereidde ze Eric Clerckx voor op zijn hoofdrol in Robbe de Herts De Witte van Sichem. Ze ontdekte ook Sylvia Kristel.
Elly Overzier stierf op 26 december 2010.

## Filmografie

### Actrice
- 1951 Barbe-bleu, als Elly Norden
- 1951 Olivia, als Elly Norden
- 1954 La spiaggia, als Elly Norden
- 1968 De vijanden, als Elly Claus

### Rolverdeler
- 1971 Rolande met de Bles
- 1973 De Loteling
- 1975 Pallieter
- 1976 Max Havelaar
- 1977 Rubens
- 1977 Soldaat van Oranje
- 1979 Mijn vriend
- 1980 De Witte van Sichem
- 1981 Vrijdag
- 1984 De Vierde Man